# Frontière entre l'Australie et les Îles Salomon
La frontière entre l'Australie et les Îles Salomon est intégralement maritime, dans l'océan Pacifique, et sépare les Îles Salomon des îles de la mer de Corail.
Un traité défini la limite par 3 points:
- Point U  : 14° 04' 00" 157° 00' 00"
- Point V  : 14° 41' 00" 157° 43' 00"
- Point R1 : 15° 44' 07" 158° 45' 39"